# 埼京戦隊ドテレンジャー
埼京戦隊ドテレンジャー（さいきょうせんたいドテレンジャー）は埼玉県戸田市の平和と子どもたちの幸せを守るべく、荒川の土手に突如現れた、とされるローカルヒーローである。2004年10月2日に活動を開始した。

## 概要
埼玉県戸田市内の公立保育園の保護者が運動会の出し物として園児たちを喜ばせるためにショーを始めたのがきっかけである。最初で最後の1回限りのショーになる予定であったが予想外の大ヒットを果たし、現在も地域でのヒーローショーを展開している。
子どもの健全育成をテーマとしたショーを行っており、悪役によるコントを取り入れているのが特徴である。

## 登場人物

### 埼京戦隊ドテレンジャー
すずめレッド
「赤い火!火事からみんなを守る!」消防団の隊員。レンジャー4人をまとめる、強さと優しさを備えたリーダーである。正義感が強く、何事も一生懸命である。
きりんブルー
「青い水!洪水からみんなを守る!」クールな性格。戸田市こどもの国のプールの守護神。
ひよこイエロー
「黄色い旗!信号を守ろう!」交通安全の化身。レッドと同様、レンジャーたちをまとめるのが上手。パンダちゃんが悩んでいるとき相談にのりアドバイスをするなど、面倒見がよく、気配り上手な女の子。
うさぎピンク
「ピンクの心で泥棒や誘拐からみんなを守る!」愛の妖精。かわいらしい振る舞いで周囲を和ませている。たまに天然。
りすグリーン
「緑の森!自然を守ろう!」彩湖・道満グリーンパークの主。自然を大切にし、家庭菜園を趣味とする。

### イランダー軍団
イランダー
悪い心が芽生えたとき、時空のゆがみによってイジワールドからやってくるイランダー軍団の首領。多くの部下を引き連れて悪さをしている。戦闘力はとても高く、ドテレンジャーがピンチに陥ることも多い。
シグナムジン
人間の心の隙間を見つけ催眠術を使いコントロールしてしまう怪人。イランダーに忠実な部下であり、ショーの合間にはコントの進行役も務める。2014年3月2日の「ドテレンジャーとゆかいな仲間たちスペシャルイベント」ではこうもりブラックをスパイとして雇い、戸田市文化会館に爆弾を仕掛け、会場全体がピンチに陥った。しかし、ブラックの機転により計画は失敗に終わった。
アクジョー
妖艶な女幹部。お父さんたちを色気で誘い、誘惑している。長い鞭を使った戦闘を得意としている。イランダー不在の際は部下を率いて自ら指揮をとることもある。
ワイルドン
軍団一の食いしん坊で、迷彩柄の服を着ているのが特徴的。「ドテレンジャーとゆかいな仲間たちスペシャルイベント」ではコントの進行役を務めている。
ゴリ丸
パワーファイターであり、ボディビルダーのような肉体が特徴的。自慢の肉体美で敵も味方も圧倒させる。
しゃべるん軍曹
おしゃべり上手な進行役であると同時に部下をまとめ、指揮する力も持つ。ドテレンジャー公式twitterにもたまに現れる。
ブラックガールズ
軍団のアイドルであり、今どきの女の子たち。「ドテレンジャーとゆかいな仲間たちスペシャルイベント」ではアイドル顔負けの歌とダンスを披露した。

### その他
こうもりブラック
「ドテレンジャーとゆかいな仲間たちスペシャルイベント」で初登場した。ブラックのキャラクター性、黒いマントと愛刀を使った戦い方に多くの人が魅了された。きりんブルーよりもよりクールな性格をしており寡黙。アクジョーからの話で過去に傭兵として数々の戦場を渡り歩いた戦士であることが判明した。一度スパイとしてイランダー軍団に就き、正義とは何なのか分からなくなっていたが、戸田市文化会館に爆弾を仕掛けたイランダー軍団を見て自分の行いが間違いだったことに気づき、正義の心を取り戻し、ドテレンジャーたちと協力し、イランダー軍団を懲らしめた。
パンダちゃん
戸田市の学校に通う小学生。よくドテレンジャーに助けられる。

## SSDグループ
戸田市の「埼京戦隊ドテレンジャー」チームと行田市の「彩光戦士サイセイバー」チームが手を組んだ新たな組織。SSDとは「the Super Soldier Dairengoh（ザ・スーパー・ソルジャーズ・大連合）」の略。

## ドテレンジャー誕生10周年記念イベント
誕生から10年目の2014年3月2日に戸田市文化会館で記念イベント「ドテレンジャーとゆかいな仲間たちスペシャルステージ」を披露し、1000人を超える観客を動員した。また、同イベントには新たなるキャラクター、こうもりブラックが初登場し、ブラックの性格や愛刀を使ったスタイリッシュなアクションを披露した。
蕨ケーブルビジョン「ウインクパラダイス」にて同イベントが一週間にわたり、特番として放映された。

## 音楽
埼京戦隊ドテレンジャーのテーマ
- ドテレンジャー体操
- ドテレンジャー音頭[1][2]
- 土手の誓い編
- 黄昏のおやじ編
- ブラックガールズのテーマ